# Sant'Agapito
Sant'Agapito là một đô thị ở tỉnh Isernia trong vùng Molise, có cự ly khoảng 40 km về phía tây của Campobasso và khoảng 6 km về phía nam của Isernia. Tại thời điểm ngày 31 tháng 12 năm 2004, đô thị này có dân số 1.375 và diện tích là 15,8 km².
Sant'Agapito giáp các đô thị: Isernia, Longano, Macchia d'Isernia, Monteroduni.